# Vestermarie Kirke
Vestermarie Kirke ligger i den lille by Vestermarie, ca. 8 km Ø for Rønne (Region Hovedstaden).

## Eksterne kilder og henvisninger
- Wikimedia Commons har flere filer relateret til Vestermarie Kirke
- Vestermarie Kirke hos KortTilKirken.dk
- Vestermarie Kirke hos danmarkskirker.natmus.dk (Danmarks Kirker, Nationalmuseet)